# Dornschwanzhörnchenverwandte
Die Dornschwanzhörnchenverwandten (Anomaluromorpha) sind eine Unterordnung innerhalb der Nagetiere. Sie fasst drei artenarme, ausschließlich im mittleren und südlichen Afrika lebende Familien zusammen:
- die Springhasen (Pedetidae),
- die Dornschwanzhörnchen (Anomaluridae) und
- den Dornschwanzbilch (Zenkerellidae).

Die drei Gruppen standen lange Zeit in der Systematik der Nagetiere isoliert da. Die Dornschwanzhörnchen haben außer der Gleithaut mit den Gleithörnchen keine Gemeinsamkeiten, sodass eine engere Verwandtschaft ausgeschlossen war. Für die Springhasen, die in ihrem Äußeren den nicht zu den Nagetieren gehörenden Hasen ähneln, wurde fälschlicherweise eine Beziehung zu den Springmäusen oder Stachelschweinen vermutet.
Dornschwanzhörnchen, der Dornschwanzbilch und die Springhasen haben kaum äußerliche Gemeinsamkeiten. Übereinstimmungen wurden schließlich in anatomischen Details des Mittelohres und der Halsschlagader gefunden. Die Hypothese einer Verwandtschaft beider Familien wurde zunächst angezweifelt, da keine fossilen Funde vorliegen, die sie unterstützen. Dank der molekulargenetischen Analysen von Montgelard und anderen gilt diese Hypothese mittlerweile als gesichert.
Aufgrund der Unterschiede im Körperbau und von Knochenfunden von Vorfahren der Dornschwanzhörnchen vermutet man, dass sich die drei Familien schon sehr früh, vermutlich im Eozän getrennt voneinander entwickelt haben. Fossilien eines möglichen gemeinsamen Vorfahren wurden allerdings bis heute nicht gefunden. Die neuentdeckte Laotische Felsenratte (Laonastes aenigmamus), die nach jüngsten Erkenntnissen in die ansonsten ausgestorbene Familie der Diatomyidae eingeordnet wird, könnte ebenfalls in dieses Taxon gehören.
Die Frage, wie die Dornschwanzhörnchenartigen innerhalb der Systematik der Nagetiere eingeordnet werden können, ist immer noch weitgehend ungeklärt.